# Ménaka
Ménaka is een gemeente (commune) in en de hoofdstad van de regio Ménaka in Mali. De gemeente telt 22.700 inwoners (2009).